# Best of Landa
Best of Landa je neřadové výběrové album českého hudebníka Daniela Landy. Obsahovalo tři bonusové skladby: „Prašivej pes“, „Třista z místa“ a „Dušičky“. Album bylo vydáno v roce 2000 vydavatelstvím EMI. Za toto album získal Landa Zlatou desku.

## Seznam skladeb
1. Jó ulice (2:26)
2. Přízraky (2:40)
3. Chlapeček z periferie (2:39)
4. Valčík (3:25)
5. Motýlek (2:47)
6. Andílek (3:41)
7. Holky a mašiny (west team motoman) (3:52)
8. Zombice (2:53)
9. Ztracení hoši (5:00)
10. Včera mě někdo... (2:59)
11. Krysařova zpověď (2:16)
12. Králíček Azurit (3:17)
13. Pozdrav z fronty (3:33)
14. 1938 (3:04)
15. Muži s padáky (a dětským sborem) (3:19)
16. Smrtihlav (3:40)
17. Osmý den chaosu (3:43)
18. Na obzoru ani mrak ani loď (3:32)
19. Vrána (3:39)
20. Prašivej pes (3:19)
21. Třista z místa (2:11)
22. Dušičky (3:05)